# So machen Sie Ihr Glück

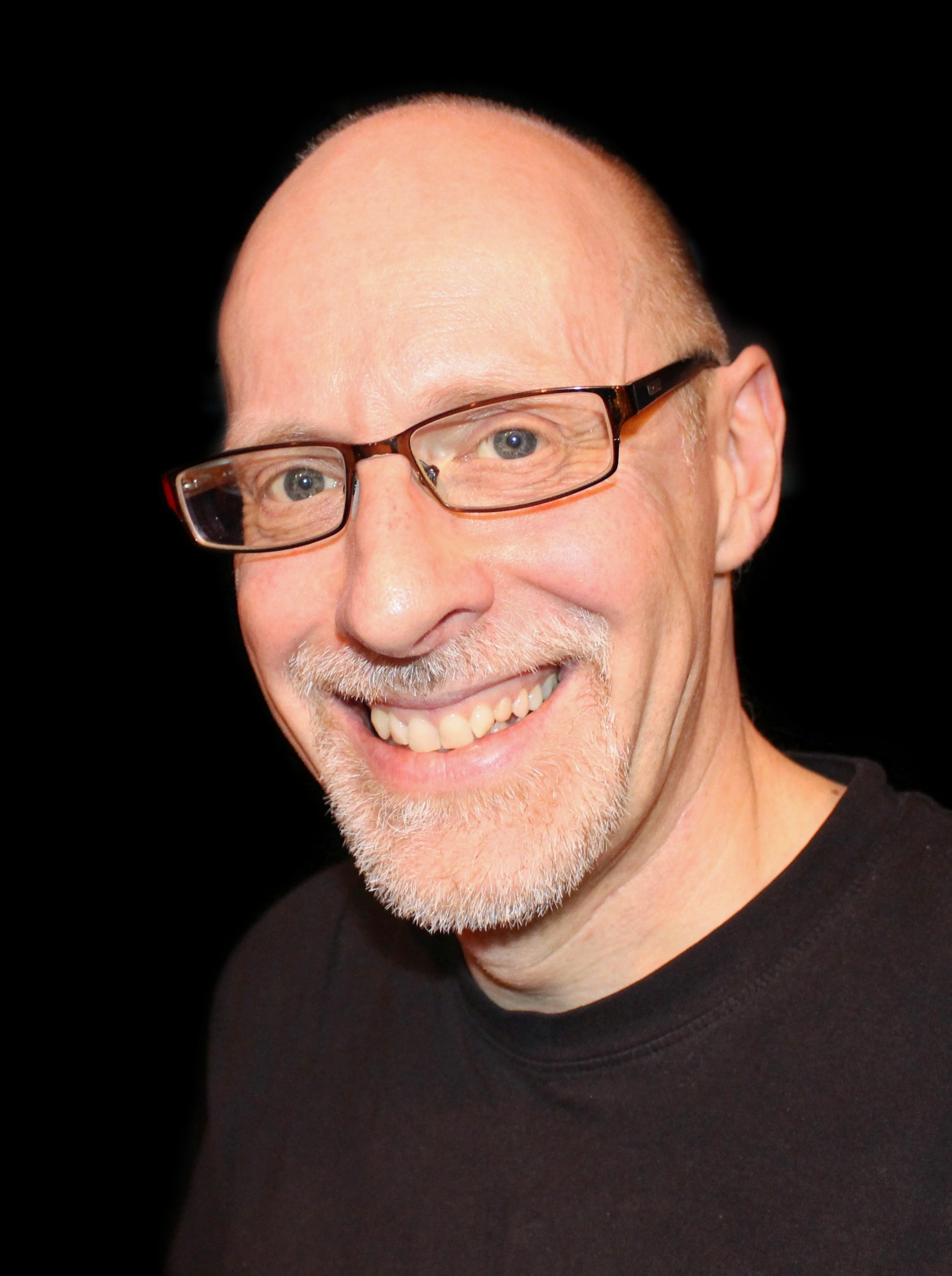
Richard Wiseman (2014)

So machen Sie Ihr Glück (Untertitel Wie Sie mit einfachen Strategien zum Glückspilz werden; im engl. Original The Luck Factor, Four simple principles that will change your luck – and your life) ist ein Sachbuch des Psychologen Richard Wiseman, das 2003 erstveröffentlicht wurde.
Wiseman fasst darin acht Jahre Forschungsergebnisse mit „Glückspilzen“ – Menschen die sich selber so bezeichnen, da sie empfinden, dass sie im Leben immer wieder Glück haben – und „Pechvögeln“ – Menschen, die sich von Unglück verfolgt fühlen – populärwissenschaftlich zusammen. Aus den von ihm in Interviews erfahrenen Details, in Experimenten beobachteten Verhaltensweisen und aus Ergebnissen von Standardtests und Fragebögen leitet er „vier Prinzipien des Glücks“ ab: Die Selbstwahrnehmung von Glückspilzen beruht danach weder auf deren Intelligenz, noch auf übersinnlichen Fähigkeiten und auch nicht auf den Persönlichkeitsmerkmalen Verträglichkeit und Gewissenhaftigkeit, sondern ausschließlich auf deren niedrigem Neurotizismus, in Kombination mit hoher Extraversion und Offenheit für neue Erfahrungen.
Im letzten Teil des Buches führt Wiseman aus, wie man anhand dieser Ergebnisse lernen kann, „Glück zu haben“ und er berichtet mit Beispielen und untermauert durch Zahlen, welche Veränderungen seine Probanden nach dieser „Glücks-Schule“ (Luck School) aufwiesen.

## Thematik
Das Buch behandelt in drei Teilen Wisemans Forschungsergebnisse bezüglich Personen, die nach eigenen Angaben (und durch Interviews verifiziert) vorwiegend Glück – oder Unglück – haben. Aus den Interviews erhaltene Informationen werden zusammengefasst, um als Kurzbeschreibung Personen der beiden Gruppen zu charakterisieren. Ergebnisse von zusätzlichen Persönlichkeitstests – dargestellt als Grafiken – sowie anderen Experimenten mit diesen Personen werden dazu verwendet, typische Charakteristika dieser beiden Personengruppen zu bestimmen und „vier Prinzipien des Glücks“ (mit insgesamt zwölf Unterprinzipien) herauszuarbeiten. Im dritten und letzten Teil des Buchs schildert Wiseman praktische Ansätze, wie diese vier Prinzipien trainiert und umgesetzt werden können. Der Text wird mit 56 Fußnoten erläutert.

## Inhalt
Der Inhalt ist in drei Teile gegliedert.

### Erste Forschungen
Ehe Wiseman im ersten Kapitel (Die Macht des Glücks) erklärt, was ihn zur Forschung über Glückspilze und Pechvögel brachte (und wie er anhand von Beispielen solche Personen definiert), schlägt er dem Leser eine Eigeneinschätzung bezüglich Glück und Unglück mit Hilfe von zwölf Schlüsselfragen vor. Ein weiterer Vorschlag besteht darin, dass der Leser dieses erste Ergebnis – und die Ergebnisse weiterer Fragen später im Buch – in einem separaten „Glücks-Journal“ festhält, um eine eventuelle Veränderung dokumentieren zu können.
Im zweiten Kapitel (Glück und Pech im Leben) beschreibt Wiseman Vorversuche mit seinen Probanden, um einerseits Intelligenzunterschiede und andererseits selbst übersinnliche Fähigkeiten als Ursachen für „(Un)Glück haben“ auszuschließen: Mit mehreren Intelligenztests konnte gezeigt werden, dass die drei Gruppen (Glückspilze, Normale, Pechvögel) eine sehr ähnliche IQ-Verteilung hatten. Auch bei der Vorhersage von Lotteriezahlen gab es keine statistisch relevanten Unterschiede zwischen den drei Gruppen, obwohl – verglichen mit den Pechvögeln – doppelt so viele Glückspilze einen Gewinn erwartet hatten.

### Die vier Prinzipien des Glücks
Jedem durch Wisemans Forschungen abgeleiteten Prinzip – und den dazugehörigen Unterprinzipien – ist ein Kapitel gewidmet. Zuerst wird die jeweils angenommene Hypothese vorgestellt, dann die Art und Weise der Befragung oder die Tests angegeben, anschließend werden die Ergebnisse in den verschiedenen Gruppen per Grafik erläutert und schließlich werden Übungen zu diesen Prinzipien vorgeschlagen, deren Ergebnisse im „Glücks-Journal“ dokumentiert werden sollen.
Wiseman untersuchte zuerst die Persönlichkeit seiner Probanden anhand des Fünf-Faktoren-Modells auf Verträglichkeit, Gewissenhaftigkeit, Neurotizismus, Extraversion und Offenheit für Erfahrungen.
- Verträglichkeit und Gewissenhaftigkeit können als Glücksparameter ausgeschlossen werden, da die drei Gruppen (Glückspilze, Normale und Pechvögel) bei Wisemans Untersuchungen auf beiden Gebieten etwa die gleichen Werte erreichten.
- Neurotizismus, Extraversion und Offenheit für Erfahrungen zeigen hingegen unterschiedliche Werte in den drei Gruppen in der Weise, dass Glückspilze (verglichen mit Pechvögeln) besonders niedrige Werte bei Neurotizismus und besonders hohe Werte bei Extraversion und Offenheit für Erfahrungen zeigen.

Diese drei Persönlichkeitsparameter wurden weiter untersucht und Wiseman erschloss daraus die folgenden Prinzipien.

#### 1. Prinzip: Maximieren Sie Ihre Zufallschancen
- 1. Unterprinzip: Glückspilze knüpfen ein starkes „Glücks-Netz“ und pflegen es.

Glückspilze erweisen sich in ihrer Extrovertiertheit und vor allem durch ihre offene Körpersprache als „soziale Magneten“ (social magnets): Sie ziehen andere Menschen förmlich an und kommen dadurch zu Kontakten, Gesprächen und Informationsaustausch. Durch viele Kontakte und die Pflege dieses „Glücks-Netzes“ (beispielsweise: Kontakte wiederholen und Freundschaften aufbauen) sind Glückspilze in der Lage, Hinweise auf Informationen und Optionen zu erhalten, aus denen sie auswählen können, ehe sie wichtige Entscheidungen treffen.
- 2. Unterprinzip: Glückspilze haben eine gelassene Einstellung zum Leben.

Geringer Neurotizismus, d. h. eine hohe Toleranz bezüglich Stress, geringe Reizbarkeit, wenig Unsicherheit, wenig „Beklagen“ etc., lässt Glückspilze entspannter an Herausforderungen herangehen. Statt nur ein einziges Ziel im Auge zu haben und dies auch erzwingen zu wollen, nehmen sie in fast spielerischer Weise potenziell wichtige, am Rande liegende Optionen wahr und nutzen sie. Dieses Handlungsschema ergab sich wiederholt aus mehreren Verhaltensexperimenten.
- 3. Unterprinzip: Glückspilze sind stets offen für neue Erfahrungen.

Im Gegensatz zu Pechvögeln zeigen Glückspilze etwa 40 % höhere Werte für Offenheit für Erfahrungen, beispielsweise Neugier auf Abwechslung im Tagesablauf, das Versuchen von bisher unbekannten Nahrungsmitteln, kurz: „Faible für den Reiz des Unvorhersehbaren“. Diese Neigung wurde auch mit parallelen Experimenten in Alltagssituationen bestätigt.

#### 2. Prinzip: Folgen Sie Ihren glücklichen Eingebungen
- 1. Unterprinzip: Glückspilze hören auf ihre „innere Stimme“.

Wiseman erläutert mit Fallbeispielen und in Experimenten die Bedeutung der „inneren Stimme“ und untersuchte die Entscheidungsfindung durch Intuition für die Lebensbereiche finanzielle Entscheidungen, geschäftliche Entscheidungen, berufliche Möglichkeiten und private Beziehungen. Verglichen mit Pechvögeln bedienen sich Glückspilze in allen vier Bereichen häufiger ihres unbewussten/unterbewussten Wissens.
- 2. Unterprinzip: Glückspilze helfen ihrer Intuition auf die Sprünge.

Auf dieses Ergebnis folgte die Frage, warum Glückspilze häufiger (und erfolgreich) intuitiv handeln. Wiseman stellte die Frage, in welcher Weise und wie häufig die Probanden beider Gruppen „intuitionsfördernde“ Techniken praktizieren. Es bestätigte sich, dass Glückspilze sowohl bei Meditation/„Befreiung des Geistes“, beim Verschieben einer Problemlösung auf einen späteren („richtigen“) Zeitpunkt und beim „Rückzug ins stille Kämmerlein“ vor den Pechvögeln liegen. Die Kontrollgruppe der Normalen lag bei diesem Aspekt näher an den Pechvögeln.

#### 3. Prinzip: Rechnen Sie mit einer glücklichen Zukunft
- 1. Unterprinzip: Glückspilze erwarten, dass ihr Glück auch in Zukunft Bestand haben wird.

Fragebögen zur Erwartungshaltung bezüglich allgemein gefasster, aber auch sehr konkreter positiver Ereignisse in der Zukunft lieferten das Ergebnis, dass Glückspilze eine durchgehend positivere Erwartungshaltung als Normale und Pechvögel haben. Zur Ergänzung wurde auch noch die Einschätzung potentiell negativer zukünftige Ereignisse erfragt, und hier zeigt sich das umgekehrte Bild: Pechvögel halten solche Ereignisse generell für wahrscheinlicher, in einigen Fällen für doppelt so wahrscheinlich, als dies von Glückspilze für wahrscheinlich gehalten wird, die positivere Zukunftserwartungen haben und kurzfristiges Pech für kurzlebig halten (Pechvögel halten hingegen Glücksfälle für die Ausnahme).
Wiseman kommentiert dieses Ergebnis mit einer Ausführung über selbsterfüllende Prophezeiungen.
- 2. Unterprinzip: Glückspilze versuchen ihre Ziele auch dann zu erreichen, wenn die Erfolgsaussichten gering erscheinen.

Wiseman beschreibt experimentelle Anordnungen, mit denen er zeigen konnte, dass Glückspilze Herausforderungen im Schnitt beharrlicher verfolgen als Pechvögel und doppelt so häufig davon überzeugt sind, dass sie diese Herausforderungen – auch bei derzeit erwiesenem (d. h. noch vorliegendem) Misserfolg – trotzdem lösen könnten.
- 3. Unterprinzip: Glückspilze gehen davon aus, dass ihre Interaktionen mit anderen positiv verlaufen.

Eine positive Erwartungshaltung ließ sich nicht nur für Zukunftsprojekte, sondern auch für Bekannte oder neu kennengelernte Kontakte belegen: Glückspilze sind – verglichen mit Pechvögeln – doppelt so häufig der Überzeugung, dass neu kennengelernte Menschen „angenehm, freundlich und hilfsbereit“ sind.

#### 4. Prinzip: Verwandeln Sie Ihr Pech in Glück
- 1. Unterprinzip: Glückspilze erkennen das Glück im Unglück.

Glückspilze haben einen besonderen Blickwinkel auf Unglück: Sie praktizieren kontrafaktisches Denken, indem sie sich beispielsweise ausmalen, dass eine Unglückssituation hätte noch viel schlimmer ausgehen können. Auf diese Weise gehen sie positiver mit ihrem temporären Unglück um: Glückspilze vergleichen sich in solchen Situationen mit Personen, die noch mehr Pech hatten, während Pechvögel sich mit Personen vergleichen, die weniger Unglück als sie selber hatten.
Wiseman verwendet zur Erläuterung das in der Forschung untersuchte Beispiel von Olympiagewinnern: Silbermedaillengewinner seien oft unzufriedener als Bronzemedaillengewinner, da Erstere es als Pech ansehen, den kleinen Unterschied zum Goldgewinner verpasst zu haben, während Bronzegewinner sich bewusst sind, dass sie das Glück hatten, gerade noch in die Medaillenränge zu gelangen.
- 2. Unterprinzip: Glückspilze sind davon überzeugt, dass sich Pech auf lange Sicht positiv auswirken wird.

Wiseman erläutert dieses Prinzip mit der daoistischen Parabel Glück im Unglück – Unglück im Glück und führt weitere Beispiele aus eigener Erfahrung und Interviews mit den Probanden an, die diese Sichtweise erläutern.
- 3. Unterprinzip: Glückspilze grübeln nicht unablässig über vergangenes Unheil nach.

während Glückspilze in der Lage sind, vergangene Unglückssituationen als abgeschlossen zu betrachten, grübeln Pechvögel über solche Situationen nach und akkumulieren sie als eine nicht enden wollende Reihe von Unglücksereignissen: Das gedankliche Abschließen mit vergangenen, unerfreulichen Ereignissen einerseits oder das Unterlassen des Abschließens andererseits bestimmt auf lange Sicht die Stimmung des Probanden entsprechend positiv oder negativ.
- 4. Unterprinzip: Glückspilze beugen künftigem Pech aktiv vor.

Das bei Glückspilzen beobachtete Verhalten, zukünftigem Pech vorzubeugen, umfasst laterales Denken, um Situationen alternativ zu erleben, weitgehender Verzicht auf Aberglauben und „Glücksbringer“ und frühzeitige Versuche, „die Situation in den Griff zu kriegen“. Pechvögel bevorzugten hingegen doppelt so häufig wie Glückspilze vertikales Denken, den Glauben an Glücksbringer und ergaben sich öfter dem Gefühl, der Situation ausgeliefert zu sein – erneut Auswirkungen der inneren Einstellung.

### Jeder ist seines Glückes Schmied
Wiseman fasst im ersten Kapitel des dritten Teils die vier Prinzipien des Glücks kompakt zusammen. Im zweiten Kapitel liefert er die methodische Vorgehensweise, wie man erlernen kann, ein Glückspilz zu werden. Im abschließenden dritten Kapitel berichtet er von Erfahrungen seiner Probanden, die diese Methodik in ihrem Alltagsleben umgesetzt haben.

## Zitat
“Luck was not a magical ability or a gift from the gods. Instead it was a state of mind: A way of thinking and behaving. People are not born lucky or unlucky, but create much of their own good and bad luck through their thoughts, feelings and actions.”

„Glück, dies stand nun fest, ist keine magische Kraft und kein Geschenk der Götter. Es ist ein Geisteszustand, eine bestimmte Art des Denkens und Verhaltens. Menschen werden nicht unter einem glücklichen oder unglücklichen Stern geboren; sie sind ihres eigenen Glückes – oder Peches – Schmied, und ihre Gedanken, Gefühle und Taten sind ihr Werkzeug.“

## Rezeption
Die englische Originalausgabe wurde in zwölf Sprachen übersetzt.
Das Thema des Buches wurde in Zeitungen und in der Fachliteratur besprochen. Außerdem wird Wisemans Forschung auch in Büchern zu anderen populärwissenschaftlich aufbereiteten Themen in Beziehung gesetzt.